# یوسف موکوکو
یوسف موکوکو (به انگلیسی: Youssoufa Moukoko؛ زادهٔ ۲۰ نوامبر ۲۰۰۴) بازیکن فوتبال اهل آلمان است که در پست مهاجم برای باشگاه فوتبال دورتموند در بوندس‌لیگا و تیم ملی فوتبال آلمان بازی می‌کند.
وی در تاریخ ۲۱ نوامبر ۲۰۲۰ وقتی تیمش ۵–۲ جلو بود توسط لوسین فاوره به جای ارلینگ هالند به زمین فرستاده شد و جوانترین بازیکن تاریخ بوندسلیگا شد(۱۶ سال و یک روز سن).
او در سال ۲۰۱۶ و در ۱۲ سالگی به آکادمی دورتموند پیوست و تا سال ۲۰۱۹ در این تیم بازی کرد. اکنون در تیم دورتموند ۲ بازی می‌کند و در ۳۱ بازی ۵۰ گل زده و ۱۷ پاس گل داده و این یک آمار فوق‌العاده است. او اکنون با تیم اصلی دورتموند یک قرارداد ۵ ساله امضا کرده است. او همچنین با گلی که در تاریخ ۱۸ دسامبر سال ۲۰۲۰ در برابر یونیون برلین به ثمر رساند به عنوان جوانترین گلزن و بازیکن تاریخ بوندس‌لیگا لقب گرفت. او همچنین قبلاً رکورد جوانترین بازیکن لیگ قهرمانان اروپا را نیز شکسته بود.